# Mike Collins
Michael Allen "Mike" Collins Jr., född 2 juli 1967 i Jackson i Georgia, är en amerikansk politiker (republikan). Han är ledamot av USA:s representanthus sedan 2023.
Collins avlade 1990 kandidatexamen vid Georgia State University.
Hans far Michael Allen "Mac" Collins var ledamot av USA:s representanthus 1993–2005.